# Bez litości 2 (film 2013)
Bez litości 2 (ang. I Spit on Your Grave 2) – amerykański horror z 2013 roku w reżyserii Stevena R. Monroego. Film jest kontynuacją horroru I Spit on your grave  z 2010 roku. Obraz jest reprezentantem gatunku filmowego rape and revenge, gdzie fabuła skupia się na zemście kobiety, na której dokonano brutalnego gwałtu. Premiera filmu odbyła się w Polsce na kanale TV Puls.

## Fabuła
Bohaterka filmu „Bez litości 2” – Katie (Jemma Dallender) marzy o karierze modelki. W tym celu przeprowadza się i bierze udział w kolejnych sesjach zdjęciowych. Jedna z nich zmienia się w koszmar, kiedy dziewczyna zostaje brutalnie pobita, zgwałcona i wywieziona za granicę. Pogrzebanej żywcem Katie udaje się jednak uciec. Owładnięta chęcią zemsty postanawia wymierzyć sprawiedliwość swoim bezwzględnym oprawcom.

## Obsada
- Jemma Dallender jako Katie Carter
- Joe Absolomjako  Ivan Patov
- Yavor Baharov jako Georgy Patov
- George Zlatarev jako detektyw Killir